# 菲律賓叉鼻魨
菲律賓叉鼻鲀，俗名黑線氣規、條紋河魨、規仔，为輻鰭魚綱魨形目四齒魨亞目四齒鲀科的一種。

## 分布
本魚分布于西太平洋區，包括日本、中國、台灣、越南、菲律賓、印尼、新幾內亞、澳洲、斐濟、關島、夏威夷群島、萬那杜、索羅門群島、馬紹爾群島、東加、薩摩亞群島等海域。

## 深度
水深1至17公尺。

## 特徵
本魚體呈圓筒型，鼻子很短，有兩對鼻孔，嘴的末端有四顆堅固的牙齒，被覆由鱗片特化成的細棘；口小，魚體背部淡黃色或淡棕色，具8至20條深褐色條紋；腹部乳白，胸鰭基部周圍顏色暗，吻部略帶黃色，尾鰭圓形，背鰭軟條9至11枚；臀鰭軟條9至10枚，體長可達31公分。

## 生態
本魚屬於廣鹽性的魚類，幼魚常在河口區、紅樹林或海草繁盛的區域活動。成魚喜愛在沙泥底質區覓食，屬肉食性，以小型底棲動物、藻類及有機碎屑為食。游動緩慢，受驚嚇時會吸入大量空氣將身體漲成圓球狀。

## 經濟利用
本魚禁止食用，其卵巢和肝脏有河豚毒素，皮肤和肠也有毒。多做為觀賞魚。

## 扩展阅读
維基物種上的相關：菲律賓叉鼻鲀
- Froese, R. & Pauly, D. (eds.) (2011). Arothron manilensis. FishBase. Version 2011-12.
- 台灣魚類資料庫 （页面存档备份，存于）